# Cory Urquhart
Pour les articles homonymes, voir Urquhart.
Cory Urquhart est (né le 1er octobre 1984 à Halifax, Nouvelle-Écosse, au Canada) est un joueur professionnel canadien de hockey sur glace.

## Carrière de joueur
Il participe avec l'équipe LHJMQ au Défi ADT Canada-Russie en 2003. Ayant été repêché par les Canadiens de Montréal lors du repêchage de 2003 après avoir évolué dans la Ligue de hockey junior majeur du Québec durant 5 saisons, il rejoint l'organisation des Canadiens en 2004-05. Il joue pour les Heilbronner Falken de la 2. Bundesliga avant de mettre un terme à sa carrière en 2012.
Aujourd'hui entrepreneur, il dirige un restaurant végétalien à Halifax.

## Statistiques en carrière
| Saison    | Équipe                            | Ligue         |    | Saison régulière | Saison régulière | Saison régulière | Saison régulière | Saison régulière |    | Séries éliminatoires | Séries éliminatoires | Séries éliminatoires | Séries éliminatoires | Séries éliminatoires |
| Saison    | Équipe                            | Ligue         | PJ | B                | A                | Pts              | Pun              | PJ               | B  | A                    | Pts                  | Pun                  |                      |                      |
| 2000-2001 | Remparts de Québec                | LHJMQ         | 60 | 25               | 24               | 49               | 32               | 2                | 0  | 0                    | 0                    | 2                    |                      |                      |
| 2001-2002 | Remparts de Québec                | LHJMQ         | 36 | 8                | 10               | 18               | 4                | -                | -  | -                    | -                    | -                    |                      |                      |
| 2001-2002 | Rocket de Montréal                | LHJMQ         | 34 | 9                | 9                | 18               | 6                | 7                | 3  | 2                    | 5                    | 0                    |                      |                      |
| 2002-2003 | Rocket de Montréal                | LHJMQ         | 71 | 35               | 43               | 78               | 28               | 7                | 9  | 6                    | 15                   | 6                    |                      |                      |
| 2003-2004 | Rocket de l'Île-du-Prince-Édouard | LHJMQ         | 67 | 35               | 44               | 79               | 52               | 10               | 6  | 7                    | 13                   | 14                   |                      |                      |
| 2004-2005 | Bulldogs de Hamilton              | LAH           | 1  | 0                | 0                | 0                | 0                | -                | -  | -                    | -                    | -                    |                      |                      |
| 2004-2005 | Ice Dogs de Long Beach            | ECHL          | 63 | 16               | 15               | 31               | 14               | 6                | 0  | 0                    | 0                    | 2                    |                      |                      |
| 2005-2006 | Bulldogs de Hamilton              | LAH           | 2  | 0                | 1                | 1                | 2                | -                | -  | -                    | -                    | -                    |                      |                      |
| 2005-2006 | Ice Dogs de Long Beach            | ECHL          | 67 | 26               | 26               | 52               | 42               | 7                | 4  | 0                    | 4                    | 8                    |                      |                      |
| 2006-2007 | Cyclones de Cincinnati            | ECHL          | 43 | 22               | 18               | 40               | 47               | -                | -  | -                    | -                    | -                    |                      |                      |
| 2006-2007 | Bulldogs de Hamilton              | LAH           | 30 | 5                | 12               | 17               | 12               | 18               | 2  | 2                    | 4                    | 0                    |                      |                      |
| 2007-2008 | Bulldogs de Hamilton              | LAH           | 21 | 5                | 4                | 9                | 14               | -                | -  | -                    | -                    | -                    |                      |                      |
| 2007-2008 | Cyclones de Cincinnati            | ECHL          | 21 | 14               | 9                | 23               | 22               | -                | -  | -                    | -                    | -                    |                      |                      |
| 2007-2008 | Sundogs de l'Arizona              | LCH           | 16 | 20               | 13               | 33               | 6                | 17               | 17 | 10                   | 27                   | 14                   |                      |                      |
| 2008-2009 | Thunder de Stockton               | ECHL          | 57 | 28               | 32               | 60               | 32               | 14               | 10 | 6                    | 16                   | 6                    |                      |                      |
| 2008-2009 | Falcons de Springfield            | LAH           | 14 | 1                | 1                | 2                | 0                | -                | -  | -                    | -                    | -                    |                      |                      |
| 2009-2010 | Heilbronner Falken                | 2. Bundesliga | 49 | 36               | 30               | 66               | 40               | 6                | 2  | 3                    | 5                    | 6                    |                      |                      |
| 2010-2011 | Kölner Haie                       | DEL           | 52 | 5                | 4                | 9                | 14               | 5                | 0  | 0                    | 0                    | 0                    |                      |                      |
| 2011-2012 | Heilbronner Falken                | 2. Bundesliga | 47 | 21               | 17               | 38               | 73               | 7                | 1  | 2                    | 3                    | 14                   |                      |                      |